# Martin Kruskal
Pour les articles homonymes, voir Kruskal.
Martin David Kruskal, né le 28 septembre 1925 à New York (New York) et mort le 26 décembre 2006 à Princeton (New Jersey), est un mathématicien et physicien américain. Il est connu pour ses travaux sur le soliton.

## Enfance et formation
Martin David Kruskal naît le 28 septembre 1925 à New York. Il est un des cinq enfants de Joseph B. Kruskal Sr., un grossiste, et de son épouse Lillian, née Oppenheimer (en) (1898-1992), pionnière de l'origami aux États-Unis. Il est frère de William Kruskal (1919-2005) et Joseph Kruskal (1928-2010).
Kruskal grandit à New Rochelle (Westchester, New York). Après des études secondaires à la High School Fieldston de Riverdale (Bronx, New York), il entre à l'université de Chicago où il obtient en 1945 son Bachelor of Science. Richard Courant (1888-1972) le persuade d'entreprendre des recherches au sein de son nouvel institut (aujourd'hui le Courant Institute of Mathematical Sciences) à l'université de New York. Kruskal y devient assistant instructor en 1946 et y obtient son Master of Science en 1948 puis son doctorat en 1952.

## Carrière
En 1951, Kruskal quitte l'université de New York pour celle de Princeton. Il travaille pour le projet Matterhorn (aujourd'hui Laboratoire de physique des plasmas de Princeton). En 1961, il devient professeur d'astronomie. En 1968, il fonde et préside le Programme de mathématiques appliquées et computationnelles. En 1979, il devient professeur de mathématiques. En 1989, il prend sa retraite d'université de Princeton et rejoint le département de mathématiques de l'université Rutgers où il occupe la chaire David Hilbert de
mathématiques.

## Travaux
En 1960, Martin Kruskal propose un système de coordonnées, les coordonnées de Kruskal-Szekeres, permettant le prolongement analytique maximal de la métrique de Schwarzschild et prédisant l'existence de trous blancs.

## Honneurs et distinctions
En 1983, Martin Kruskal est lauréat du prix Dannie Heineman pour la physique mathématique.
En 1993, il reçoit la National Medal of Science.
En 1994, il est lauréat de la Conférence von Neumann.
En 2003 il est lauréat de l'ICIAM Maxwell Prize.
En 2006, il est co-lauréat du prix Leroy P. Steele avec Clifford Gardner, Robert M. Miura et John M. Greene.

## Loisirs
Martin Kruskal est l'inventeur d'un tour de magie : le Kruskal Count.